# FC Bayern München (damfotboll)
FC Bayern Münchens damfotbollslag grundades 1970. Laget hade under sina första år större framgångar och blev 1976 tyska mästare. Efter flera mindre lyckosamma år intog laget året 2000 åter en plats i Bundesliga. 2012 blev damfotbollslaget tyska cupmästare och 2015 vann laget för andra gången det tyska mästerskapet. Laget spelar i Grünwalder Stadion som har plats för 12 500 åskådare.
1976 var det tyska mästerskapet en tävling med gruppspel, semifinal och final. FC Bayern München vann finalen mot Tennis Borussia Berlin med 4-2 efter tilläggstid. Även 1979, 1982 och 1985 nådde laget finalen men fick nöja sig med andra platsen. Dessutom vann FC Bayern München två silvermedaljer i DFB-Pokal, 1988 och 1990.

## Placering tidigare säsonger
| Säsong    | Nivå | Liga              | Placering | Referens | Notering |
| --------- | ---- | ----------------- | --------- | -------- | -------- |
| 2010–2011 | 1    | Frauen-Bundesliga | 5         | [ 5 ]    |          |
| 2011–2012 | 1    | Frauen-Bundesliga | 6         | [ 6 ]    |          |
| 2012–2013 | 1    | Frauen-Bundesliga | 4         | [ 7 ]    |          |
| 2013–2014 | 1    | Frauen-Bundesliga | 4         | [ 8 ]    |          |
| 2014–2015 | 1    | Frauen-Bundesliga | 1         | [ 9 ]    |          |
| 2015–2016 | 1    | Frauen-Bundesliga | 1         | [ 10 ]   |          |
| 2016–2017 | 1    | Frauen-Bundesliga | 2         | [ 11 ]   |          |
| 2017–2018 | 1    | Frauen-Bundesliga | 2         | [ 12 ]   |          |
| 2018–2019 | 1    | Frauen-Bundesliga | 2         | [ 13 ]   |          |
| 2019–2020 | 1    | Frauen-Bundesliga | 2         | [ 14 ]   |          |
| 2020–2021 | 1    | Frauen-Bundesliga | 1         |          |          |
| 2021–2022 | 1    | Frauen-Bundesliga | 2         |          |          |
| 2022–2023 | 1    | Frauen-Bundesliga | 1         |          |          |
| 2023–2024 | 1    | Frauen-Bundesliga | 1         |          |          |
| 2024–2025 | 1    | Frauen-Bundesliga | 1         |          |          |

## Spelare
Spelartrupp så som den såg ut 2015-07-13.
| Nr | Land          | Position    | Spelare               | Födelsedatum      | I klubben sedan | Kom från                    |
| -- | ------------- | ----------- | --------------------- | ----------------- | --------------- | --------------------------- |
| 28 | Italien       | Målvakt     | Katja Schroffenegger  | 28 april 1991     | 1 juli 2013     | FF USV Jena                 |
| 31 | Österrike     | Målvakt     | Manuela Zinsberger    | 19 oktober 1995   | 1 juli 2014     | SV Neulengbach              |
| 32 | Finland       | Målvakt     | Tinja-Riikka Korpela  | 5 maj 1986        | 1 juli 2014     | Tyresö FF                   |
| 2  | USA           | Försvarare  | Gina Lewandowski      | 13 april 1985     | 1 juli 2012     | FFC Frankfurt               |
| 5  | Schweiz       | Försvarare  | Caroline Abbé         | 13 januari 1988   | 1 juli 2014     | SC Freiburg                 |
| 6  | Tyskland      | Försvarare  | Katharina Baunach     | 18 januari 1986   | 1 juli 2006     | SV 67 Weinberg              |
| 15 | Norge         | Försvarare  | Nora Holstad          | 26 mars 1987      | 1 januari 2014  | Arna-Bjornar IL             |
| 19 | Österrike     | Försvarare  | Carina Wenninger      | 6 februari 1991   | 1 juli 2007     | LUV Graz                    |
| 20 | Tyskland      | Försvarare  | Leonie Maier          | 29 september 1992 | 1 juli 2013     | SC 07 Bad Neuenahr          |
| 21 | Italien       | Försvarare  | Raffaella Manieri     | 21 november 1986  | 1 juli 2013     | Sassari Torres              |
| 7  | Tyskland      | Mittfältare | Melanie Behringer     | 18 november 1985  | 1 juli 2014     | FFC Frankfurt               |
| 8  | Tyskland      | Mittfältare | Melanie Leupolz       | 14 april 1994     | 1 juli 2014     | SC Freiburg                 |
| 9  | Schweiz       | Mittfältare | Vanessa Bürki         | 1 april 1986      | 1 juli 2006     | FFC Zuchwil                 |
| 14 | Tyskland      | Mittfältare | Sarah Romert          | 13 december 1994  | 1 juli 2011     | FC Memmingen                |
| 18 | Island        | Mittfältare | Dagny Brynjardsdóttir | 10 augusti 1991   | 15 januari 2015 | Florida State University    |
| 22 | Tyskland      | Mittfältare | Jenny Gaugigl         | 22 augusti 1996   | 1 juli 2010     | SpVgg Auerbach/Streitheim   |
| 23 | Tyskland      | Mittfältare | Ricarda Walkling      | 19 mars 1997      | 1 juli 2010     | TSV Schwaben Augsburg       |
| 25 | Österrike     | Mittfältare | Viktoria Schnaderbeck | 4 januari 1991    | 1 juli 2007     | LUV Graz                    |
| 27 | Österrike     | Mittfältare | Laura Feiersinger     | 5 januari 1993    | 1 juli 2011     | Herforder SV                |
| 10 | Nederländerna | Anfallare   | Vivianne Miedema      | 15 juli 1996      | 1 juli 2014     | SC Heerenveen               |
| 11 | Tyskland      | Anfallare   | Lena Lotzen           | 11 september 1993 | 1 juli 2010     | JFG Kreis Würzburg Süd-West |
| 13 | Japan         | Anfallare   | Mana Iwabuchi         | 18 mars 1993      | 1 juli 2014     | TSG Hoffenheim              |
| 16 | USA           | Anfallare   | Katherine Stengel     | 19 februari 1992  | 1 augusti 2014  | Wake Forest                 |
| 17 | Tyskland      | Anfallare   | Eunice Beckmann       | 8 februari 1992   | 1 januari 2014  | Linköpings FC               |

## Kända spelare
- Nina Aigner, även i Österrikes landslag
- Nadine Angerer, även i Tysklands landslag
- Simone Laudehr, även i Tysklands landslag
- Pavlína Ščasná, även i Tjeckiens landslag
- Sonja Spieler, även i Österrikes landslag